# أدماء
أَدْمَاءُ هو موضعٌ تاريخيٌّ قديم يقع في الجزيرة العربية، وحُدِّد موقعه بين خيبر وديار قبيلة طيء. أشار الحموي أن الموضع يُعرف باسم غَدِير مُطَرِّق.

### فهرس المنشورات
1. 1 2  الحموي (1977)، ج. 1، ص. 126.

### معلومات المنشورات كاملة
الكتب مرتبة حسب تاريخ النشر
- ياقوت الحموي (1977)، معجم البلدان (ط. 1)، بيروت: دار صادر، OCLC:1014032934، QID:Q114913343